# 7141 Bettarini
7141 Bettarini è un asteroide della fascia principale. Scoperto nel 1994, presenta un'orbita caratterizzata da un semiasse maggiore pari a 2,7875078 UA e da un'eccentricità di 0,0903307, inclinata di 9,86787° rispetto all'eclittica.
L'asteroide è dedicato a Otello Bettarini, il quale costruì la Stazione osservativa di Cima Ekar.